# Phú Lạp Nhĩ Cơ
Phú Lạp Nhĩ Cơ (tiếng Trung:富拉尔基区, Hán Việt: Phú Lạp Nhĩ Cơ khu) là một quận của địa cấp thị Tề Tề Cáp Nhĩ, tỉnh Hắc Long Giang, Cộng hòa Nhân dân Trung Hoa. Quận này có diện tích 37 km2, dân số 296.000 người, trong đó dân số phi nông nghiệp là 235.000 người. Về mặt hành chính, Long Sa được chia thành các đơn vị gồm 9 nhai đạo (Hồng Ngạn, Hưng Long, Duyên Giang, Thiết Bắc, Bắc Hưng, Khoa Nghiên, Điện Lực, Hạnh Phuc, Mai Lý), 2 hương và một hương dân tộc. Quận này có các dân tộc: Hán, Đạt Oát Nhĩ, Hồi, Mãn, Triều Tiên, tổng cộng có 16 dân tộc.